# Manuel Manzano
Pour les articles homonymes, voir Manzano.
Manuel Manzano (né le 20 septembre 1941 à Santander) est un coureur cycliste d'origine espagnole, naturalisé français en 1962,. Professionnel de 1963 à 1966, son palmarès compte de nombreuses victoires au niveau régional. Il a notamment été coéquipier de Raymond Poulidor ou de Federico Bahamontes.

## Palmarès
- 1960
  - 2e du Grand Prix de l'Équipe et du CV 19e
  - 3e de la course de côte du mont Coudon
- 1961
  - 1re étape du Tour du Roussillon
  - Polymultipliée lyonnaise
  - 3e de la course de côte du mont Faron
- 1962
  - Bordeaux-Saintes
  - Grand Prix d'Antibes
  - Nice-Mont Agel
  - Monaco-Mont Agel
  - 2e étape du Tour de l'Aude
  - 2e des Boucles du Bas-Limousin
  - 2e de la course de côte du mont Faron
  - 2e du Circuit de l'Aulne
  - 3e du contre-la-montre du mont Faron
- 1963
  - Boucles du Bas-Limousin
  - 2e de la Polymultipliée lyonnaise
  - 2e du Manx Trophy
  - 3e du contre-la-montre du mont Faron
  - 3e de la course de côte du mont Faron
  - 3e du Tour du Morbihan
- 1964
  - Circuit d'Aquitaine
- 1967
  - Poly Béarnaise
- 1968
  - Poly Béarnaise
- 1970
  - Nice-Puget-Théniers-Nice